# Jindřich Říha (lékař)
Jindřich Říha (24. srpna 1874 Cerhenice, okres Kouřim – 1. února 1952 Heidenheim an der Brenz, spolková země Bádensko-Württembertsko) byl česko-německý lékař, gynekolog, porodník, majitel Sanatoria v Českých Budějovicích.

## Život
Jindřich Josef Říha se narodil v Cerhenicích, okres Kouřim (dnes okres Kolín) do rodiny ředitele cukrovaru Václava Říhy. Matkou byla Emma rozená Huberová v Storzeln ve velkovévodství Bádenském. Rodina byla helvetského vyznání. Studoval gymnasium v Kadani a v Litoměřicích, lékařství pak na německé Karlo-Ferdinandově univerzitě v Praze. Promován byl 21. června 1900. Jeho další osudy lze sledovat v inzerátech, které v různých českobudějovických novinách inzeroval od roku 1906. Uvádí, že byl zaměstnán jako 1. asistent c. k. školy pro porodní babičky v Brně, jako první sekundární lékař porodnického a gynekologického oddělení moravské zemské porodnice v Brně a sekundární lékař všeobecné nemocnice v Litoměřicích.

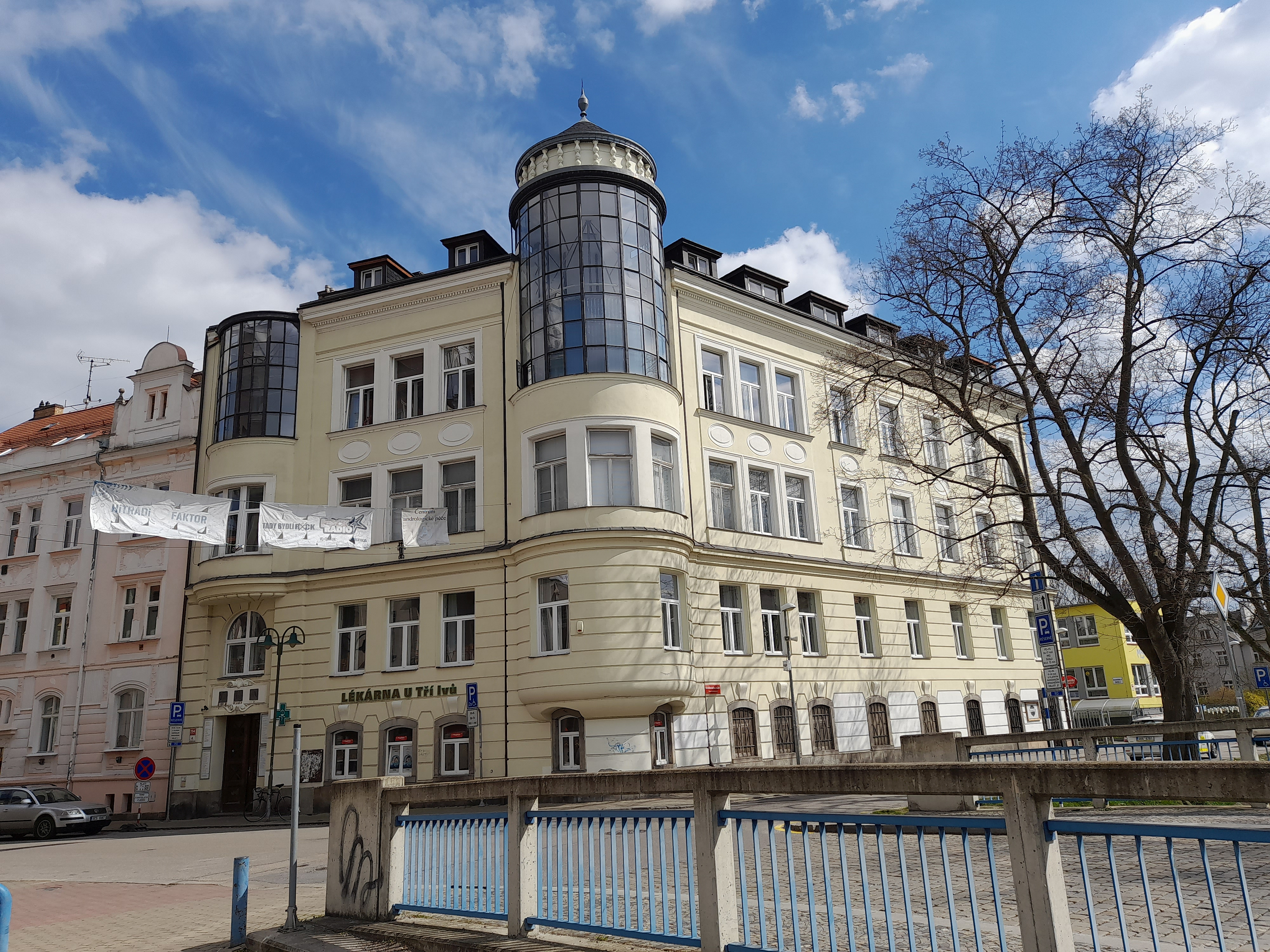
Sanatorium MUDr. Jindřicha Říhy v Českých Budějovicích

V Českých Budějovicích v roce 1906 sice není uveden v Adresáři českých porodníků, nicméně téhož roku inzeruje v několika novinách svoji praxi ženského lékaře a porodníka v tomto městě. Nejdříve ordinoval v bytě bývalého ženského lékaře dr. Arnsteina na náměstí U Tří kohoutů a od července 1906 přesídlil na severní stranu náměstí do domu č. 16. Při své praxi ženského lékaře byl i lékařem v tabákové továrně. To dokládá jeho jmenování lékařem druhé kategorie tabákových továren v Českých Budějovicích s platem občanských státních úředníků v X. platové třídě. Jmenování bylo uveřejněno v Úředním věstníku a otištěno v Národních listech 4. ledna 1913 na straně 1. Od roku 1921 již ordinoval i bydlel s rodinou v budově svého Sanatoria U Tří lvů v domě č. 550. Byl ženatý. Manželka Mitzi se narodila v roce 1888 v rumunském městě Ploiesti. 2. května 1911 se jim narodil syn Erich. Rodina byla evangelického vyznání. Při sčítání lidu v roce 1921 uvedl dr. Heinrich Říha u sebe i členů své rodiny německou národnost. K jeho sedmdesátinám vyšlo v Budweiser Zeitung 25. srpna 1944 blahopřání jako osobě, která je pro svoji laskavou povahu oblíbena ve všech kruzích města. Zemřel ve  spolkové zemi Bádensko-Württembertsko 1. února 1952.

### Sanatorium MUDr. Jindřicha Říhy „Říhárna“
V letech 1912 až 1914 byl MUDr. Jindřich Říha investorem nového typu zdravotnické stavby – sanatoria. Dovybaveno bylo až po první světové válce v roce 1921. Budovu lékařského domu, která sloužila jako léčebný ústav, navrhl budějovický stavitel Johan Stepann. Léčebný ústav, postavený na pomezí moderny a zjednodušených historizujících forem, měl vyšetřovny a lůžkovou část ve třech komfortních kategoriích. Operační sály byly umístěny v horních podlažích a osvětleny velkými oblými prosklenými stěnami. Byt majitele sanatoria byl v prvním patře. V sanatoriu byla porodnice, prováděly se zde gynekologické a jiné operační zákroky. Ženy i muži mohli využívat různé terapeutické metody, např. horské slunce, elektrické prohřívání končetin a kloubů. Pro pacienty tohoto soukromého sanatoria byla k dispozici i zahrada za domem. Sanatorium bylo v roce 1945 vyvlastněno a od roku 1952 až do roku 1991 byly v budově ordinace Krajského ústavu národního zdraví, nebo nemocnice. Po roce 1992 budova sloužila soukromým ordinacím. K označení budovy se používalo a používá slovo Říhárna.